# Nancy Wheeler
Nancy Wheeler là một nhân vật hư cấu trong chương trình truyền hình Netflix khoa học viễn tưởng kinh dị Cậu bé mất tích. Được thủ vai bởi nữ diễn viên Natalia Dyer là chị gái của Mike Wheeler và bạn gái cũ của Steve Harrington. Nancy bắt đầu điều tra về sự mất tích của Will Byers khi bạn của cô - Barbara Holland cũng mất tích. Cô hợp tác với bạn trai tương lai là Jonathan Byers để điều tra vụ mất tích của Will và Barbara, dẫn đến việc cô phát hiện ra "Upside Down" hay "Thế giới ngược", một chiều không gian thay thế. Chiều không gian này chứa nhiều điều ác

## Vai trò từng phần

### Phần 1
Nancy là con cả của Ted và Karen Wheeler. Cô có một em trai là Mike và em gái Holly. Cô ấy được giới thiệu là bạn thân nhất của Barbara Holland - người mà không đồng tình với mối quan hệ của Nancy và Steve Harrington. Cô cũng có phần xa cách với em trai và bạn bè của cậu ấy, và không biết tình cảm của Jonathan dành cho cô. Sau khi Will mất tích, Nancy dành tình cảm của mình cho Jonathan, một điều gì đó khiến bản thân của cô trở nên xa lánh với những người bạn khác của Steve - những người nghĩ rằng Jonathan là một kẻ lập dị và có khả năng là nguyên nhân dẫn đến sự biến mất của Will. Nancy tham gia vào cuộc điều tra sau khi Barbara biến mất trong khi Nancy và Steve đang làm tình với nhau. Do cảm giác tội lỗi vì đã bỏ bạn một mình là động lực để cô tìm hiểu chuyện gì đã xảy ra với bạn của mình, Nancy đã gặp Jonathan để bàn về sự biến mất của Barbara và Will.
Trong quá trình điều tra, Jonathan và Nancy tình cờ phát hiện ra chiều không gian thay thế nơi một sinh vật đã bắt Barbara - The Demogorgon - trú ngụ một nơi được gọi là "The Upside Down" hay "Thế giới ngược". Nancy đã thành công thoát ra khỏi Thế giới ngược nhờ sự trợ giúp của Jonathan và cả hai đã quay trở lại nhà của Nancy, tại đây họ đã ngủ trên giường và an ủi nhau. Điều này đã bị Steve chứng kiến và anh ấy cho rằng Nancy đã phản bội mình. Trong cơn tức giận, bạn của Steve là Tommy H. và Carol đã vẽ lên bảng của rạp chiếu phim dòng chữ "slut-shaming Nancy". Nancy đã đối đầu với Steve, dẫn đến cuộc đánh nhau giữa Jonathan và Steve và Jonathan bị bắt. Sau khi Jim Hopper nhận được cuộc gọi từ văn phòng rằng Jonathan đã bị bắt, ông và Joyce - mẹ của Jonathan quay trở về Hawkins, nơi họ chia sẻ những gì họ biết về Demogorgon. Nancy liên lạc thành công với Mike, cậu đã trốn nhà để giúp đỡ Eleven - một đối tượng bị thí nghiệm của phòng thí nghiệm Hawkins. Nancy đã gặp lại Mike và những người bạn của cậu ấy tại trường trung học Hawkins, nơi đây họ đã làm nên một cái bể lớn để Eleven sử dụng cho việc tìm Barbara và Will. Eleven phát hiện ra rằng Barbara đã bị giết bởi Demogorgon chính vì điều này đã khiến Nancy quyết tâm tiêu diệt con quái vật.
Nancy và Jonathan quay trở về nhà Byers để tạo ra một sự liên kết cho phép Joyce và Hopper đi qua Thế giới ngược một cách an toàn để cứu Will. Steve đến với hy vọng làm hoà với Jonathan nhưng cuối cùng lại chứng kiến cảnh Demogorgon. Nancy và Jonathan yêu cầu Steve rời đi và tự cứu chính mình, nhưng anh ấy đã can đảm hơn trước do tình yêu dành cho Nancy và trở lại ngôi nhà, làm Demogorgon bị thương trước khi nó bị dụ trở lại trường trung học Hawkins, nó dường như bị giết bởi Eleven. Nancy và Steve đã làm hoà và quan hệ của họ đã trở nên tốt hơn và tặng cho Jonathan một chiếc máy ảnh mới nhân dịp Giáng Sinh. Jonathan do dự nhưng rồi vẫn nhận món quà từ Nancy trong khi không nói sự thật về tình cảm của mình dành cho Nancy 